# Iniciativa Islandesa para a Modernização dos Meios de Comunicação
A Iniciativa Islandesa para a Modernização dos Meios de Comunicação  (em inglês: Icelandic Modern Media Initiative ou IMMI) é uma lei destinada a criar uma jurisdição atrativa e apoio para a publicação de jornalismo de investigação e de outras ameaças contra os meios de comunicação online.  Foi aprovado por unanimidade pelo parlamento em 16 de junho de 2010. Em 18 de fevereiro de 2010, o projeto entrou em uma proposta de resolução parlamentar no Parlamento islandês (ou Alþingi), e propõe que a Islândia "fortemente posicionar-se juridicamente no que diz respeito à proteção das liberdades de expressão e informação". A proposta foi apresentada por 19 membros do parlamento de todos os partidos representados no Parlamento.